# Clara Reeve
Pour les articles homonymes, voir Reeve (nom).
Œuvres principales
- The Old English Baron (1778)

Clara Reeve, née le 23 janvier 1729 à Ipswich et morte le 3 décembre 1807 à Ipswich, est une romancière anglaise.

## Biographie
Clara Reeve est l’une des filles de Thomas Reeve, ministre anglican, qui l’initie dès l’enfance à l’étude des langues savantes et de l’histoire. « C’était un vieux whig, dit-elle, et pour moi un oracle ; il m’a appris tout ce que je sais. » À un âge où beaucoup d’enfants commencent à épeler leur nom, elle lisait l’Histoire d’Angleterre de Rapin-Thoyras et les Vies de Plutarque et apprenait le latin. Après la mort de son père, elle réside avec sa mère et deux sœurs à Colchester.
Clara Reeve a près de cinquante ans lorsqu’elle débute dans la carrière littéraire, par une traduction du roman d’Argenis de Barclay, sous le titre The Phoenix (1772, 4 vol.). Le succès qu’obtient ce début l’engage écrire et, cinq ans plus tard elle publie son premier ouvrage original, le seul qui ait recommandé son nom à l’attention des critiques : d’abord intitulé the Champion of virtue, a gothic story (le Champion de vertu, histoire gothique, Londres, 1777, in-8°), il reçoit dans la seconde édition le titre qu’il conserve depuis, de The Old English Baron (le Vieux Baron anglais, Ibid., 1778, in-8°). Souvent réimprimé et traduit en français (1787, in-12), ce roman dédié à Mme Brigden, fille de Richardson, inspiré par la lecture du Château d'Otrante de Walpole, il est également fondé sur le merveilleux.
Clara Reeve écrit d’autres romans, the Two Mentors (1783, 2 vol.), the Exile (1788, 3 vol.), the School for widows (1791, 3 vol.), Memoirs of sir Roger de Clarendon, the natural son of Edward, the Black prince (1793, 3 vol.), Destination (1799, 3 vol.), et Edwin, king of Northumberland (1802), qui sont, pour la plupart, bien accueillis dans leur nouveauté.
Clara Reeve a encore composé deux ouvrages d’un genre différent : the Progress of romance through times, countries and manners (Progrès du roman à travers les temps, les pays et les manières, 1785, 2 vol. in-8°), ouvrage de théorie romanesque, et Plans of education, with remarks on the systems of other writers (Plans d’éducation, avec des remarques sur les systèmes d’autres auteurs, 1792, in-12). Ces divers écrits se distinguent, selon Walter Scott, par un excellent jugement, une morale pure et un style sans prétention.

## Source
- Ferdinand Hoefer, Nouvelle biographie universelle, t. 41, Paris, Didot, 1862, p. 834.
- Biographie universelle ou Dictionnaire historique, t. 5, Paris, Furne, 1833, p. 2524.

## Œuvres
- Le Champion de la vertu ou le Vieux baron anglais (The Champion of virtue, 1777, réintitulé The Old english baron lors de sa troisième édition en 1788), traduit par Pierre-Antoine de La Place, édité chez Gattey et Hardouin, 1787, Paris.
- Destination or memoirs of a private family (1799)
- The Exiles (1788)
- The Memoirs of Sir Roger de Clarendon (1793)
- The Progress of romance through times, countries, and manners (1785)
- The School for widows
- Les deux mentors, ou mémoires pour servir à l'histoire des mœurs anglaises au XVIIIe siècle (The Two Mentors, 1783), traduit par Pierre-Antoine de La Place, édité chez Louis-François Prault, 1784, Paris.